# ولیکا (درونتا)
ولیکا (درونتا) (به لاتین: Velika (Derventa)) یک عوارض جغرافیایی در بوسنی و هرزگوین است که در Derventa واقع شده‌است.

## خصوصیات
ولیکا ۲۱۳ نفر جمعیت دارد.